# Tobias Kruse (Fotograf)
Tobias Kruse (* 1979 in Waren, Müritz) ist ein deutscher Fotokünstler. Er wuchs in Schwerin auf. Seit 2000 lebt und arbeitet er in Berlin. Kruse wurde einer breiteren Öffentlichkeit mit seiner Arbeit Deponie bekannt, die im Rahmen des Recommended Fellowship in den Deichtorhallen Hamburg, im Fotografie Forum Frankfurt, im Fotografiemuseum Amsterdam (FOAM), in Berlin in der Galerie ARTCO sowie im Kunstraum Potsdam und im Museum für Angewandte Kunst in Gera zu sehen war. Die Arbeit stieß auf ein breites Presseecho. Denis Brudna nannte die Serie in der Zeitschrift Photonews „ein bemerkenswertes und mutiges Statement“. Frank Schirrmeister schrieb im Neuen Deutschland: „Mit Deponie ist es Tobias Kruse gelungen, ein Zeitgefühl in Bilder zu fassen, welches im Dahinschwinden aller unumstößlich geglaubten Sicherheiten besteht.“

## Leben
Tobias Kruse studierte zunächst Grafik-Design bei Otto Kummert an der Grafik+Design-Schule Anklam. Von 2007 bis 2009 studierte er Fotografie bei Ute Mahler und Arno Fischer an der Ostkreuzschule für Fotografie. Seit 2011 ist er Mitglied der Fotografenagentur Ostkreuz. Seit 2017 unterrichtet er Fotografie an der Ostkreuzschule.
Kruse arbeitet an künstlerischen und dokumentarischen Fotoprojekten und „verbindet die großen gesellschaftlichen Themen unserer Zeit mit der explosiven Poesie seiner Bildsprache“, so Ingo Taubhorn, Kurator am Haus der Photographie der Deichtorhallen Hamburg.

## Ausstellungen (Auswahl)
- 2020/21 „Deponie“, Teil der Gruppenausstellung „Recommended“,  Deichtorhallen Hamburg, Fotografie Forum Frankfurt, FOAM Amsterdam
- 2020/21 „Kontinent“, Gruppenausstellung, Akademie der Künste, Berlin und Deutsche Börse Photography Foundation, Eschborn
- 2015 „25 Jahre Ostkreuz“, Gruppenausstellung, PMuseo di Roma in Trastevere (Rom)
- 2013 „Westwärts“, Gruppenausstellung, c/o Berlin
- 2012/13 „Über Grenzen“, Gruppenausstellung, Haus der Kulturen der Welt (Berlin), Hygienemuseum (Dresden)

## Publikationen
- Deponie. Verlag Spector Books, Leipzig 2022, ISBN 978-3-95905-672-4.[15]
- mit Brüggemann, Jörg und Gieselmann, Dirk Gerrit: Freundschaft. Kerber Verlag, Berlin 2020, ISBN	978-3-7356-0640-2.
- mit Fink, Betty: Material. Kerber Verlag, Bielefeld 2019, ISBN 978-3-7356-0497-2.

## Auszeichnungen (Auswahl)
- 2023 Deutscher Fotobuchpreis in Gold
- 2023 Kunstpreis Fotografie[16]
- 2020 Deutscher Fotobuchpreis in Silber
- 2013 Konrad-Wolf-Preis der Akademie der Künste (für alle Mitglieder von Ostkreuz)[17]
- 2010 Hauptpreis F-STOP, 4. Internationales Fotografiefestival, Leipzig
- 2008 New York Photo Award (Shortlist)[18]